# Friends (album, The Beach Boys)
Friends je čtrnácté studiové album americké skupiny The Beach Boys. vydáno bylo dne 24. června 1968 společností Capitol Records a produkovali jej členové kapely. Nahráno bylo od února do dubna 1968 ve studiích v Los Angeles. V hitparádě Billboard 200 se umístilo na 126. příčce, což bylo do té doby nejhorší umístění alba této kapely v domovské hitparádě. Lépe se mu vedlo ve Spojeném království, kde dosáhlo třinácté pozice.

## Seznam skladeb
1. Meant for You – 0:38
2. Friends – 2:32
3. Wake the World – 1:29
4. Be Here in the Mornin' – 2:17
5. When a Man Needs a Woman – 2:07
6. Passing By – 2:24
7. Anna Lee, the Healer – 1:51
8. Little Bird – 2:02
9. Be Still – 1:24
10. Busy Doin' Nothin' – 3:05
11. Diamond Head – 3:39
12. Transcendental Meditation – 1:51

## Obsazení
- Al Jardine
- Mike Love
- Brian Wilson
- Carl Wilson
- Dennis Wilson